# Rutebeskrivelser for Jakobsvejene
Jakobsvejen eller som den efterhånden er bedre kendt: Caminoen er et system af velbeskrevne pilgrimsveje, som man endog kan skaffe guidebøger til. Nettet strækker sig tværs gennem Europa og har sit mål i Santiago de Compostela, Galicien, i det nordvestligste Spanien. Ruterne er som regel identiske med de historisk påviselige, middelalderlige veje, som pilgrimmene fulgte. Det er dog også muligt at få sig en uforstyrret pilgrimsfærd langt væk fra de trafikerede bilveje. I 1987 ophøjede Europarådet Jakobspilgrimmenes veje i Europa til den første, Europæiske kulturvej (Council of Europe Cultural Route). Arbejdet med at genskabe vejnettet blev også værdsat af UNESCO: I 1993 fik hovedruten gennem Spanien (Camino Francés) og i 1998 også de fire franske hovedveje status som Menneskehedens kulturarv. Det var en forudsætning for denne anerkendelse, at Jakobsvejen er nævnt i Liber Sancti Jacobi fra det 12. århundrede.

## Rutebeskrivelser

### Pilgrimsveje i Spanien

#### Camino Francés
Camino Francés, den klassiske Jakobsvej fra Pyrenæerne til Santiago, opstod i den første halvdel af det 11. århundrede. Siden dengang har herskerne i samtlige, de kristne riger i Nordspanien bestræbt sig på at tiltrække tilflyttere fra Frankrig ved at give dem beskyttelse, frihedsrettigheder, privilegier og skattefritagelse. På den måde kunne man udstyre Camino Francés med markeder langs ruten. Betegnelsen Camino Francés, der første gang er nedskrevet i Astorga engang i det 12. århundrede, henviser til disse franske tilflyttere. Ca. fra 1050 kom der stadigt flere grundlæggelser af overnatningssteder, oprettet af konger, fyrster, gejstlige eller munke- og ridderordener.
Ca. 1130 ser det ud til, at der var indrettet hospitaler (overnatningssteder) med ca. 15 km afstand langs hele Camino Francés. Fra det 14. århundrede blev denne omsorgens infrastruktur yderligere udbygget med mindre herberger ved privates eller broderskabers grundlæggelser.
Camino Francés begynder ved pyrenæerpassene Somport (Aragonien) og Roncesvalles (Navarra), hvorfra to strenge fører til Puente la Reina (Navarra). Derfra fører vejen over Burgos, León og Astorga til Santiago de Compostela.
Denne vandrevej er også markeret som spansk fjernvandringsvej GR-65.

#### Via de la Plata og Camino Mozárabe
En anden vej, den såkaldte Via de la Plata, er af romersk oprindelse og forbandt havnene i Asturien med det sydlige Spanien. I dens 900 km lange forløb førte den fra Gijón til Sevilla over Oviedo, Pola de Lena, León, Astorga, Benavente, Zamora, Salamanca, Béjar, Plasencia, Cáceres, Mérida, Almendralejo, Zafra og Santa Olalla del Cala. Ordet „Plata“ stammer derimod ikke, som man kunne tro, fra det spanske ord for sølv, men det går i stedet tilbage til udtrykket „Bal´latta“, der betyder så meget som „bred, brolagt vej“. Navnet „de la Plata“ henviser dermed sandsynligvis til de romerske stenpladebelægninger, som blev lagt i tiden under kejserne Tiberius, Trajan og Hadrian, og som stadigvæk er i behold på ca. 7 procent af strækningen.
Indtil den arabiske invasion var Vía de la Plata hovedforbindelsen mellem syd og nord på den Iberiske halvø. Det er usikkert, om vejen stadig blev brugt som pilgrimsvej efter befrielsen af Sevilla under Reconquista'en. I de seneste år er den i hvert fald blevet anvist som Jakobsvej mellem Sevilla og Astorga og brugt af et stigende antal pilgrimme. Vía de la Plata kendes også under betegnelsen GR-100 (én af de ca. 120 spanske fjervandringsveje).
Vejstrækningen Camino Mozárabe (læs mere om begrebet mozáraberne) begynder i Córdoba og forenes med Via de la Plata i Mérida. Derfra og indtil Granja de Moreruela (ca. 40 km nord for Zamora) er de én fælles vej. I Granja de Moreruela drejer Camino Mozárabe af mod vest og fører i store træk i nordvestlig retning over Ourense til Santiago de Compostela. (Det er altså ukorrekt, omend ofte hørt, at betegne strækningen Sevilla–Santiago via Ourense Via de la Plata.) Denne Jakobsvej bruges først og fremmest på strækningen fra Sevilla. I Granja de Moreruela vælger nogle pilgrimme den nordgående vej til Astorga, hvor de møder Camino Francés, mens andre følger vejen gennem det sydlige Galicien over Ourense til Santiago. Begge veje er forbilledligt markeret.
Siden 1990'erne bruges Via de la Plata og Camino Mozárabe mere og mere, selv om det endnu er få pilgrimme, der vælger disse veje.

#### Camino de la Costa / Camino del Norte – Kystruten og den nordlige rute
Kystruten, Camino de la Costa, begynder ved den fransk-spanske grænse. Vejen har sit udgangspunkt på broen „Puente De Santiago“ nær ved Hendaya. Her er Jakobsvejen ikke så godt udbygget som i Galicien. Endnu må man søge efter de gule pile, i stedet for – som i Galicien – at se efter vejsten med den kendte muslingeskal (kammuslingen Pecten jacobaeus) og kilometerangivelse.
Kystruten gennemskærer de spanske provinser Baskerland, Kantabrien, Asturien frem mod Galicien.
Undervejs forløber Camino de la Costa gennem følgende byer: Hendaye, San Sebastián/Donostia, Zarautz, Deba, Marquina, Xemein, Gernika, Bilbao, Portugalete, Onton, Castro Urdiales, Islares, Laredo, Noja, Santander, Santillana del Mar, San Vicente de la Barquera, Comillas, Unquera-Bustio, Llanes, San Esteban, Ribadesella, Sebrayo, Vega de Sariego, Gijón, Avilés, Soto de Luiña, Cadavedo, Luarca, La Caridad, Almuna-Luarca og Tapia de Casariego.
På denne rute kan man gøre en afstikker i San Vicente de la Barquera og gå til Potes og dermed klostret Santo Toribio de Liebena. Her opbevarer man den største del af Kristi kors som relikvie. Dette kloster er udover Jerusalem, Rom, Santiago de Compostela og Le Puy ét af de få pilgrimssteder med privilegium til at holde Jubelår. 2006 var sådan et år for Santo Toribio. På kystruten er det også muligt at se de præromanske, asturiske bygningsværker fra det 9. århundrede, som findes tæt ved Oviedo. Fra Oviedo er det også muligt at skifte over til Camino Primitivo.
Fra og med broen i Ribadeo hedder kystruten også Camino del Norte. På resten af vejen kommer man gennem byerne Villanueva de Lorenzana, Ribadesella, Abadín, Mondoñedo, Villalba, Baamonde og Sobrado dos Monxes. I Arzúa flettes den nordlige vej sammen med den franske til Santiago de Compostela.
Oprindelsen til denne pilgrimsvej via den asturisk-galiciske kyst til Santiago de Compostela går tilbage til opdagelsen af apostelgraven i 820. Vejene i Kongeriget Asturien var blandt de første, som blev brugt af pilgrimmene på deres vandring mod Santiago. Indtil herskerne begunstigede den franske vej som hovedvejen i det 11. og 12. århundrede for at kunne holde kontakt med de kristne riger mod nord, nød kyststrækningen den samme forkærlighed som de andre ”oprindelige” pilgrimsveje. Men i løbet af reconquista'en mistede kystvejen efterhånden sin betydning.

#### Camino Vasco del Interior
Camino Vasco del Interior forløber fra den fransk-spanske grænseby, Irun, hvor den drejer af fra Camino de la Costa, fører gennem det indre af Baskerlandet indtil Santo Domingo de la Calzada, hvor den forenes med Camino Francés. Byerne på denne vej er: Irun, Andoain, Beasain, Zalduondo, Vitoria-Gasteiz, Lapuebla de Arganzón, Briñas og Santo Domingo de la Calzada. Vejen fører op mellem Beasain og Zalduondo i Aitzkorri-bjergkæden og gennem San Adrián-tunnellen.

#### Camino Inglés
På den ene side begynder Camino Inglés i Ferrol, men på den anden side i La Coruña. Fra begge disse byer fører den (velmarkerede) vej til Betanzos og derfra videre sydpå til Santiago de Compostela. Den ca. 100 km lange vej blev tidligere benyttet af englændere, som gik i land i de nævnte byer. I dag er det kun få pilgrimme, der bruger den ”engelske vej”.

#### Camino Primitivo
Et næsten glemt forbindelsesstykke mellem Kystvejen og den klassiske Camino Francés har man i denne, vejens ældste del fra det 9. og 10. århundrede. Betydningsmæssigt blev den hurtigt overhalet af Camino de la Costa og Camino del Norte, og senere af Camino Francés, og den bliver kun brugt lejlighedsvis som alternativ rute. For få år siden blev den 228 km lange strækning skiltet udførligt og forsynet med herberger ved Jakobusforeningens indsats og med støtte fra den asturiske landsregering.
Camino Primitivo fører fra Oviedo via Grado, Salas, Tineo, Lago, Grandas de Salime, Fonsagrada og Castroverde til Lugo. Det sker ved at gå gennem forskellige pas på op til 1.100 m højde. Fra Lugo fører en sidevej på 49 km via San Román ved Melide til Camino Francés. Man kan også gå strækningen fra Santa Eulalia de Bóveda til Sobrado dos Monxes (56 km) og derfra bruge den sidste del af den nordlige vej.

#### Camino Catalán
Jakobsvejen gennem Catalonien bliver betegnet som Camino Catalán (eller Ruta Catalana). Den drejer af fra Via Tolosana ved Perpignan og fører via Barcelona og Lleida videre mod Logroño, hvor den forenes med Camino Francés.

#### Camino de Madrid
Camino de Madrid (eller Ruta Jacobea de Madrid) forbinder den spanske hovedstad, Madrid, med Camino Francés. Med en længde på 354 km fører den fra Madrid over Valladolid til Sahagún, hvor den mødes med Camino Francés.

#### Camino de Invierno
Camino de Invierno (Vintervejen) er en pilgrimsrute til Santiago de Compostela, som har været kendt siden det 12. århundrede, og som fører uden om bjergmassivet Cebreiro, der er umuligt at passere ved vintertide. Ruten forlader Camino Francés i Ponferrada og udmunder i nærheden af Lalín i Camino Sanabrés. Ved at bruge denne vej kan man aflaste de sidste 100 km af Camino Francés.

### Jakobsveje i Portugal
To kendte Jakobsveje fører gennem Portugal. Den kystnære strækning, Caminho Português, tager sin begyndelse i Lissabon og fører nordpå via Coimbra og Porto til Galicien. Mellem Porto og Tui krydser vejen floderne Rio Lima og Rio Minho. Minho er grænseflod mellem tvillingebyerne Valença, Portugal og Tui (Spanien). Nær slutningen må man over floden Rio Ulla ved Padrón. Afstanden fra Porto til Santiago er på 232 km, og af dem går man de 117 km på det portugisiske stykke og 115 på den galiciske strækning. I Spanien er pilgrimsmængden erfaringsmæssigt større end i Portugal, da mange spanske pilgrimme først indleder deres pilgrimsrejse i Tui. Pilgrimsharbergerne er tilsvarende fyldte i Galicien.
Via Lusitana ligger længere inde i landet, og den fører fra Vila Real de Santo António i det sydlige Portugal via Lamego, Chaves og det galiciske Ourense til Santiago.